# Recht op afbeelding (België)

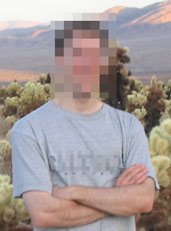
Er bestaat geen recht op afbeelding als de persoon niet herkenbaar is.

In België bezitten natuurlijke personen een recht op afbeelding (Frans: droit à l'image). Dit vereist hun toestemming voor het maken en gebruiken van hun eigen beeltenis.

## Grondslag
Er bestaat geen expliciete wettelijke grondslag voor het recht op afbeelding. De consecratie ervan als persoonlijkheidsrecht heeft vorm gekregen door toedoen van rechtspraak en rechtsleer. Het wordt gezien als inherent aan het recht op eerbiediging van het privéleven. Deelaspecten ervan worden geregeld in een aantal wettelijke bepalingen, zoals de Wet bescherming persoonsgegevens en het Wetboek van economisch recht (artikel XI.174).

## Inhoud en draagwijdte
Elke afbeelding die een persoon herkenbaar maakt, is beschermd. Daarvoor moet niet noodzakelijk zijn gezicht zijn weergegeven. Bij het beoordelen van de herkenbaarheid wordt rekening gehouden met de context waarin de afbeelding wordt getoond (bv. naamsvermelding in een onderschrift).
In de eerste plaats geldt de regeling voor het maken van een persoonsafbeelding. Allerlei technieken komen in aanmerking: fotograferen, schilderen, beeldhouwen, tekenen, filmen, vermommen en zelfs acteren.
Daarnaast is ook het gebruik van de afbeelding aan banden gelegd. Dit kan bestaan in het reproduceren, tentoonstellen of verspreiden ervan. Over de vraag of ook verkopen, schenken en beschikbaar stellen vormen van gebruik zijn, bestaat geen eensgezindheid in de rechtspraak.

## Toestemming
Zowel voor het maken als voor het verspreiden van een persoonsafbeelding is toelating van de betrokkene nodig. Deze kan mondeling of schriftelijk worden gegeven, of zelfs stilzwijgend (bv. door te poseren). Soms bestaat er een (weerlegbaar) vermoeden van toestemming. Dit is het geval voor publieke personen tijdens hun optreden in de openbare ruimte (gezagsdragers, artiesten, sporters...), of nog bij niet-publieke personen die tijdelijk in de openbare belangstelling staan (bij een ongeval, rechtszaak...). De betrokkenen kunnen het vermoeden tegenspreken en zo ontkrachten, maar dit betekent niet automatisch dat het afbeelden onrechtmatig wordt. Meestal zullen er nog andere rechten in het geding zijn (bv. vrije nieuwsgaring) en zal er een afweging moeten gebeuren (zie hieronder).
Voor handelings- of wilsonbekwamen moet de toestemming door een vertegenwoordiger worden gegeven. Een uitzondering wordt gemaakt voor minderjarigen met voldoende onderscheidingsvermogen, die zelf mogen beslissen. Als het misloopt zullen deze minderjarigen wel niet zelfstandig hun recht kunnen afdwingen voor de rechtbank; daarvoor is nog de tussenkomst van hun wettelijke vertegenwoordiger nodig. De vertegenwoordiging van wilsonbekwamen (zoals mensen in coma) is (per definitie) niet geregeld. Aangenomen wordt dat de Wet Patiëntenrechten bij analogie kan worden toegepast.

## Afweging met andere rechten
Het afbeeldingsrecht is niet absoluut. Een afweging is nodig als het in botsing komt met andere legitieme rechten, zoals:
- de vrijheid van meningsuiting, met inbegrip van de artistieke vrijheid[3] en het recht op humor en kritiek (karikaturen en satire worden mild beoordeeld, omdat wordt aangenomen dat iedereen in een bepaalde mate kritiek moet kunnen verdragen);
- de persvrijheid en het recht op informatie van de bevolking;
- de vrijheid van handel;
- het recht op bewijsvoering;
- het controlerecht van de werkgever.

## Inbreuken en sanctionering
Bij overtreding van het recht op afbeelding kan het slachtoffer in eerste instantie herstel van de schade in natura eisen (bv. door het weghalen van een foto op Facebook). Dit herstel kan ook een vernietiging van de wederrechtelijke afbeelding inhouden. Veelal zal het kwaad al geschied zijn en kan de afgebeelde aanspraak maken op geldelijke vergoeding van de geleden schade (moreel en/of materieel). Ook een preventief verbod tot vervaardiging of gebruik van afbeeldingen behoort tot de mogelijkheden.
Inbreuken die onder de Privacywet vallen kunnen ter bemiddeling aan de Privacycommissie worden voorgelegd.

## Einde
Als persoonlijkheidsrecht dooft het recht op afbeelding uit bij overlijden. Nabestaanden die gevoelsmatig met de overledene verbonden waren, hebben evenwel recht op bescherming van diens nagedachtenis. Dit wordt dan geconcipieerd als een eigen persoonlijkheidsrecht met collectief-familiaal karakter. De jurisprudentie is hierin echter niet unaniem.
Er bestaat ook afwijkende rechtspraak die stelt dat het recht op afbeelding bij overlijden wordt overgedragen op de nabestaanden, of dat ze het kunnen uitoefenen in naam van de overledene.
In beide zienswijzen is ook artikel XI.174 van het Wetboek van economisch recht relevant. Dit stelt dat reproductie of publicatie van het portret van een overledene nog tot twintig jaar na sterfdatum de toestemming behoeft van de rechtverkrijgenden.